# 薩貝爾 (紐約州)
薩貝爾（英語：Sabael）是位於美國紐約州漢密爾頓縣的非建制地區。

## 歷史
薩貝爾的郵局自1894年營運至今。

## 地理
薩貝爾所處的海拔為高於海平面532米（即1745英呎），而該地所採用的時區為UTC-5，即北美东部时区（EST）。同時該地設有夏令時間，為UTC-5調快一小時，即UTC-4（EDT）。